# Prússia
|  | Per a altres significats, vegeu «Prússia (desambiguació)». |

Prússia (Preußen en alemany, Prūsa en prussià, Borussia, Prussia o Prutenia en llatí; Prusy en polonès, Пруссия en rus i Prūsija  en lituà) fou un regne nascut al centre d'Europa durant l'edat moderna, que esdevingué l'eix sobre el que orbità la unificació alemanya i l'Imperi Alemany, fins que fou dissolta després de la victòria dels Aliats de la Segona Guerra Mundial. La superfície va arribar a abastar 292.800 km² durant el II Reich alemany (1871-1918). La Prússia originària s'originà a les ribes del mar Bàltic als actuals estats de Lituània, Polònia i Rússia, i visqué al llarg de la seva existència una important voràgine expansionista cap a l'Alemanya renana, a l'oest.
El nom Prússia deriva dels antics prussians; al segle XIII, els cavallers teutons —una ordre militar medieval catòlica organitzada de croats alemanys— van conquerir les terres habitades per ells. El 1308, els cavallers teutons van conquerir la regió de Pomerèlia amb Danzig (l'actual Gdańsk). El seu estat monàstic es va germanitzar majoritàriament a través de la immigració del centre i l'oest d'Alemanya, i, al sud, va ser polonitzat per colons de Masòvia. La Segona Pau de Thorn va dividir Prússia en la Prússia Reial occidental, convertint-se en una província de Polònia, i la part oriental, des de 1525 anomenada Ducat de Prússia, un feu feudal de la Corona de Polònia fins al 1657. La unió de Brandenburg i el Ducat de Prússia el 1618 va portar a la proclamació del Regne de Prússia el 1701.
Prússia va entrar al grup de les grans potències poc després de convertir-se en un regne. Es va fer cada cop més gran i poderós als segles XVIII i XIX. Va tenir una veu important en els afers europeus sota el regnat de Frederic el Gran (1740–1786). Al Congrés de Viena (1814–15), que va redibuixar el mapa d'Europa després de la derrota de Napoleó, Prússia va adquirir nous territoris rics, inclòs el Ruhr, ric en carbó. Aleshores, el país va créixer ràpidament en influència econòmica i política, i es va convertir en el nucli de la Confederació d'Alemanya del Nord el 1867, i després de l'Imperi alemany el 1871. El Regne de Prússia era en aquest moment tan gran i tan dominant a la nova Alemanya que Junkers i altres elits prussianes s'identificaven cada cop més com a alemanys i menys com a prussians.
El Regne va acabar el 1918 juntament amb altres monarquies alemanyes que es van acabar amb la Revolució alemanya. A la República de Weimar, l'Estat Lliure de Prússia va perdre gairebé tota la seva importància legal i política després del cop d'estat de 1932 dirigit per Franz von Papen. Posteriorment, es va desmantellar efectivament en Gaue alemany nazi el 1935. No obstant això, alguns ministeris prussians es van mantenir i Hermann Göring va romandre en el seu paper de ministre president de Prússia fins al final de la Segona Guerra Mundial. Els antics territoris de l'est d'Alemanya que formaven una part important de Prússia van perdre la majoria de la seva població alemanya després de 1945, ja que la República Popular Polonesa i la Unió Soviètica van absorbir aquests territoris i van fer expulsar la majoria dels seus habitants alemanys el 1950. Prússia, considerada "portadora del militarisme i la reacció" pels Aliats, va ser abolida oficialment per una declaració aliada el 1947. L'estatus internacional dels antics territoris orientals del Regne de Prússia es va disputar fins al Tractat de l'acord definitiu respecte a Alemanya el 1990, però el seu retorn a Alemanya continua sent una causa entre els polítics d'extrema dreta, la Federació d'Expulsats i diversos polític. revanxistes i irredemptistes.
Els termes "prussià" i "prussianisme" s'han utilitzat sovint, especialment fora d'Alemanya, per denotar el militarisme, el professionalisme militar, l'agressivitat i el conservadorisme de la classe anomenada Junker, formada per aristòcrates terratinents orientals que van dominar primer Prússia i després l'Imperi alemany.

## Precedents
Històricament parlant, els orígens de Prússia es troben a l'actual ciutat de Kaliningrad (en alemany Königsberg), a la riba de la mar Bàltica a l'actual Rússia: el 1226, el duc Conrad I de Masòvia, per tal de fer front als múltiples atacs de prussians i borussians, cridà a l'anomenat Orde Teutònic, que combaté als atacants però també desplaçà els qui l'havien sol·licitat. Al llarg dels segles xiii i xiv es visqué un període de repoblament de la zona amb gent portada d'Alemanya i es bastiren nombroses fortaleses a la vegada que es crearen noves ciutats.
Segons la Primera Pau de Thorn de 1411, subscrita després de la derrota dels cavallers teutònics a la batalla de Grunwald, l'Ordre teutònica havia de pagar grans indemnitzacions al regne de Polònia que van posar al seu estat a la vora de la fallida. L'Estat monàstic va imposar alts impostos a les castellanies (Kastellanei) i ciutats per recaptar aquests fons, a més de per rearmar-se per a una nova guerra enfront dels polonesos. En els anys 1420, el gran mestre Paul von Rusdorf va portar estabilitat a l'Ordre, però la lluita amb Polònia es va reprendre el 1431, quan la invasió teutònica a Polònia durant la Guerra civil lituana (1432-1438) va desencadenar una nova guerra poloneso-teutònica. El 1454, el líder de la Confederació, Johannes von Baysen (Jan Bażyńesquí), va demanar formalment al rei Casimir IV Jagelló, la incorporació de Prússia al regne de Polònia com a feu. Això va marcar l'inici de la Guerra dels Tretze Anys entre els Estats de l'Ordre i el de Polònia, finançant les ciutats prussianes als polonesos.
El 1525, el gran mestre de l'Orde Teutònic, Albert de Hohenzollern, s'adherí a la Reforma protestant, secularitzà l'Orde i convertí els territoris teutònics d'un estat teocràtic a un ducat hereditari. El 1618, a la mort d'Albert Frederic de Hohenzollern (fill d'Albert de Hohenzollern), el feu polonès de Prússia passà en herència a mans de l'elector de Brandenburg Joan Segimon (d'una altra branca de la dinastia dels Hohenzollern), així es van unir la marca de Brandenburg i el ducat de Prússia.
L'enèrgic duc-elector Frederic Guillem I sostragué Prússia del vassallatge polonès pel Tractat de Wehlau (1657) i la pau d'Oliwa (1660), tot reforçant-hi els seus poders en detriment de les assemblees de burgesos i de notables.
Malgrat les posteriors adquisicions de Pomerània (1648 i 1720), no s'aconseguí fer de Prússia i Brandenburg un sol bloc territorial.

## Establiment
El 10 d'abril de 1525, després de signar el Tractat de Cracòvia, que va posar fi oficialment a la guerra del Regne de Polònia contra l'Orde Teutònic, pel què Albert de Hohenzollern va renunciar al seu càrrec de Gran Mestre de l'Orde Teutònic i va rebre el títol de Duc de Prússia del rei Segimon el Vell de Polònia. Albert es va convertir en luterà i va secularitzar els territoris prussians de l'Orde a l'est de la desembocadura del Vístula, que van passar a mans d'una branca de la família Hohenzollern, que ja governava el Marcgraviat de Brandenburg, des del segle XV, i amb la seva renúncia a l'Orde, Albert ara es podia casar i produir hereus legítims.
El 1594, la duquessa Anna de Prússia, néta d'Albert I i filla d'Albert Frederic es va casar amb el seu cosí Joan Segimon, elector de Brandenburg. Quan Albert Frederic va morir el 1618 sense hereus masculins, a Joan Segimon se li va concedir el dret de successió al Ducat de Prússia, llavors encara un feu polonès, i a partir d'aquest moment el ducat es va unir en unió personal amb el Marcgraviat de Brandenburg. L'estat resultant, conegut com a Brandenburg-Prússia es componia de territoris desconnectats geogràficament a Prússia, Brandenburg, i el Ducat de Clèveris i el Comtat de la Mark a Renània.

## Regne de Prússia

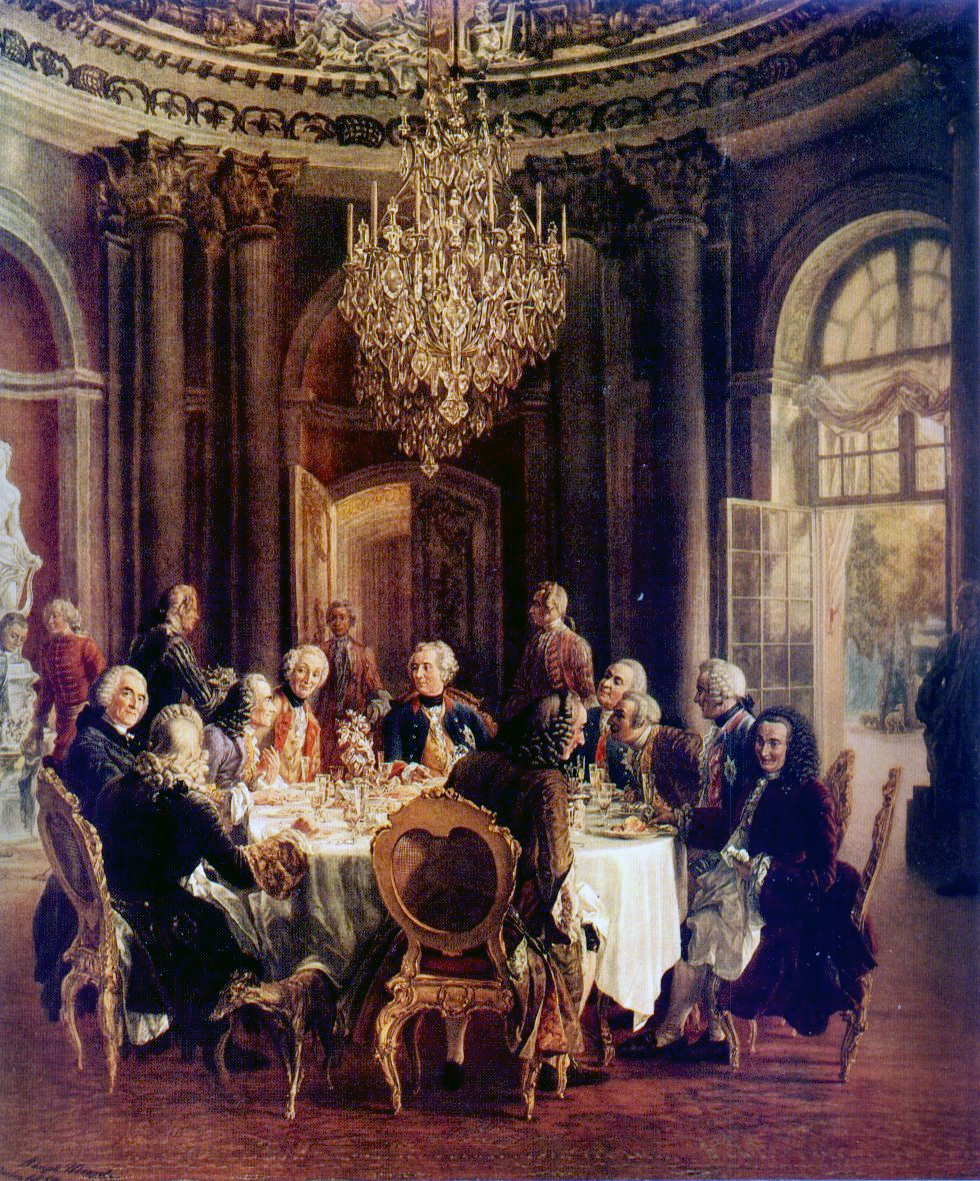
Voltaire en la cort de Sanssouci

Frederic III (elector de Brandenburg des del 1688), gràcies al suport de l'emperador Leopold I del Sacre Imperi Romanogermànic, esdevingué rei de Prússia l'any 1701 com a Frederic I de Prússia. No obstant això, no fou fins a la Guerra de Successió Espanyola i la seva fi mitjançant el Tractat d'Utrecht que Prússia fou confirmada com un regne. Frederic Guillem I, segon rei de Prússia (1713-1740), va transformar al seu regne en una potència militar. Es va veure embolicat en la Gran Guerra del Nord en la disputa pel territori de Pomerània enfront de Suècia, part de la qual li va ser lliurada mitjançant el Tractat d'Estocolm l'any 1720. Va instaurar una cort austera i eficaç, centralitzant l'administració financera. Frederic sempre vestia uniforme militar i va dedicar gran part dels seus recursos al desenvolupament de l'exèrcit. La creació de la Guàrdia de Potsdam va ser el seu assoliment major en aquesta àrea.
Aprofitant-se les dificultats de Maria Teresa I d'Àustria per afirmar-se al tron austríac en virtut de la Pragmàtica Sanció del 1713, Frederic el Gran envaí i s'annexionà Silèsia en detriment de la Casa d'Àustria. Àustria, França, Rússia i Suècia es van aliar contra Prússia per a frenar el seu desenvolupament. Va començar la Guerra dels Set Anys amb la invasió de l'Electorat de Saxònia a mitjans de 1756 en la qual Prússia només comptava amb el feble suport d'Anglaterra, cosa que la va dur gairebé a sofrir la derrota, però després va rebre el suport de Rússia, gràcies a Caterina la Gran. La guerra va acabar amb una victòria diplomàtica prussiana amb el Tractat de Hubertusburg de 1763, que va confirmar el control prussià de Silèsia (25.000 km² i 125.000 habitants) per part de Prússia. Durant aquesta dècada va formar un exèrcit de 150.000 homes que va convertir Prússia en el país militarment més preparat del món. El tractat no va donar lloc a canvis territorials, però Àustria va acceptar reconèixer la sobirania de Prússia a Silèsia a canvi del suport de Prússia per a l'elecció del fill de Maria Teresa, l'arxiduc Josep, com a emperador del Sacre Imperi Romanogermànic i va confirmar la talla de Prússia com a gran potència europea.
El 1772, Frederic el Gran va participar amb Àustria i la Rússia de Caterina II de Rússia en la primera partició de Polònia, a canvi de no obstaculitzar les ambicions territorials d'aquests dos països sobre el debilitat Imperi Otomà; Prússia es va apoderar de la major part de la Prússia Reial polonesa, inclosa Ermland (Warmia), la qual permetia a Frederic d'unir la Prússia Oriental i Brandenburg. Prússia també es va annexar àrees del nord de la Gran Polònia al llarg del riu Noteć però no les ciutats de Danzig (Gdańsk) i Thorn (Toruń). Els territoris annexionats per Prússia esdevingueren una nova província el 1773 anomenada Prússia Occidental. Aviat va introduir colons alemanys als territoris que havia conquerit i va endegar una política de germanització dels territoris polonesos. Frederic II va assentar 26.000 alemanys a la Pomerània polonesa que influenciaren la situació ètnica a la regió, i reforçaren la germanització. En apoderar-se del nord-oest de Polònia, Prússia instantàniament barrava l'accés de Polònia al mar, i aconseguia el control de més del 80% del comerç exterior total de la Confederació de Polònia i Lituània. A través de la imposició d'enormes drets de duana, Prússia va accelerar el col·lapse inevitable de l'estat polonès-lituà.
Durant el regnat del rei Frederic Guillem II, la Invasió prussiana d'Holanda de 1787, empresa per pures raons familiars va ser reeixida restablint Guillem V d'Orange-Nassau, però no va compensar Prússia el preu de la seva intervenció. L'intent d'intervenció en la guerra de Rússia i Àustria contra l'Imperi Otomà va fallar en el seu objectiu d'obtenir concessions de territori del seu aliat, i la destitució de Hertzberg (5 de juliol de 1791) assenyala l'abandó final de la tradició antiaustríaca de Frederic el Gran. Mentrestant, la Revolució Francesa havia entrat en la seva fase més alarmant i, a l'agost de 1791, Frederic Guillem, en la trobada de Pilnitz, va acordar amb l'emperador Leopold II unir-se en suport de la causa del rei Lluís XVI de França. Però ni el caràcter del rei, ni la confusió de les finances prussianes, deguda a les seves extravagàncies, prometien cap acció efectiva. El 7 de febrer de 1792, va ser signada una aliança formal, i Frederic Guillem va prendre part, personalment, en les campanyes de 1792 i 1793. La seva acció va tenir obstacles, no obstant això, per falta de fons, i els seus consells es van concentrar en els assumptes de Polònia, que prometien un botí més ric per usar en la croada antirevolucionària de França. Prússia es va annexionar mitjançant la Segona partició de Polònia el 1793 les ciutats de Gdańsk (Danzig) i Toruń (Thorn), i els voivodats de Gniezno, Poznań, Sieradz, Kalisz, Płock, Brześć Kujawski, Inowrocław, Dobrzyń, i parts dels voivodats de Cracòvia, Rawa i Masòvia, en total, 58 000 km². Un tractat subsidiari amb el Regne de la Gran Bretanya i les Províncies Unides en 1794 va omplir les seves arques, però la Insurrecció de Kościuszko i l'amenaça de la intervenció de Rússia el va precipitar a signar la Pau de Basilea amb la república de França en 1795 pel que cedia els territoris renans situats a l'oest del Rin, que va ser vist per les gran monarquies com una traïció i va deixar Prússia moralment aïllada a Europa, a les vespres de la titànica lluita entre els principis monàrquics i la revolució. Després d'aixafar la Insurrecció de Kościuszko en la Tercera Partició de Polònia el 1795 va rebre Podlachia, el que quedava de Masovia, i Varsòvia.
El seu successor, Frederic Guillem III (1797–1840), va anunciar el unió de les esglésies luteranes i reformades prussianes en una sola església. La política vacil·lant davant de les tropes napolèoniques i l'avenç de l'emperador francès, ja que primer declarà la neutralitat del país i posteriorment hagué de fer front a l'ocupació, no pogué evitar la invasió i ocupació total i dramàtica del país. El 14 d'octubre de 1806 a la batalla de Jena l'exèrcit prussià, abans el més poderós del continent, fou desfet per l'exèrcit francès. La família reial hagué de fugir i refugiar-se a la Prússia Oriental, a la ciutat de Königsberg i posteriorment a Sant Petersburg.
La instauració de la Confederació del Rin després de la victòria de Napoleó Bonaparte sobre Francesc I d'Àustria i Alexandre I de Rússia a la batalla d'Austerlitz va posar fi al sistema polític multipolar del Sacre Imperi Romanogermànic, que es va dissoldre. El Tractat de Tilsit de 1807 entre Rússia, Prússia i França ocasionà enormes pèrdues territorials per part dels prussians que perderen gairebé tot el que Prússia havia guanyat amb les particions de Polònia passant al nou Gran Ducat de Varsòvia, i la resta de Prússia hagué de realitzar importants contribucions financeres a les arques franceses a part de sufragar les tropes franceses que ocupaven Prússia. L'ocupació francesa va acabar en 1808, les tropes van abandonar Prússia després de la Convenció de París, sota la condició que l'exèrcit prussià es limités a un total de 42.000 homes. Al Congrés de Viena de 1815, els ministres de Frederic Guillem aconseguiren importants guanys territorials per Prússia recuperant el territori obtingut en la Primera Partició i el Gran Ducat de Poznań, part del territori obtingut en la Segona Partició, que va perdre també en 1807. El país cresqué amb un terç del regne de Saxònia, aconseguiren dominar grans extensions dels bisbats secularitzats l'any 1803 de l'entorn del riu Rin a part de les possessions sueques al nord d'Alemanya.

## Lluita per l'hegemonia alemanya
L'any 1815, amb la derrota de l'emperador francès, Prússia es va annexar Renània segons establí el Congrés de Viena i els prínceps alemanys van crear la Confederació Germànica de 39 estats independents, llevat en el camp de la política exterior. Dintre d'aquests estats, Àustria i Prússia s'erigirien com a dominants i es perfilava novament una confrontació entre ells. En 1834 Prússia va instaurar la Unió Duanera del Nord d'Alemanya (Zollverein) de la qual Àustria en va quedar exclosa. En deu anys es va duplicar el comerç entre els seus components. En 1864, Àustria i Prússia van estar aliades en la Guerra dels Ducats contra Dinamarca. D'acord amb el que estableix la Convenció de Gastein, el Ducat de Holstein va quedar sota domini d'Àustria, i els de Slesvig i Lauenburg sota Prússia, però cap dels dos països va quedar satisfet amb l'acord.

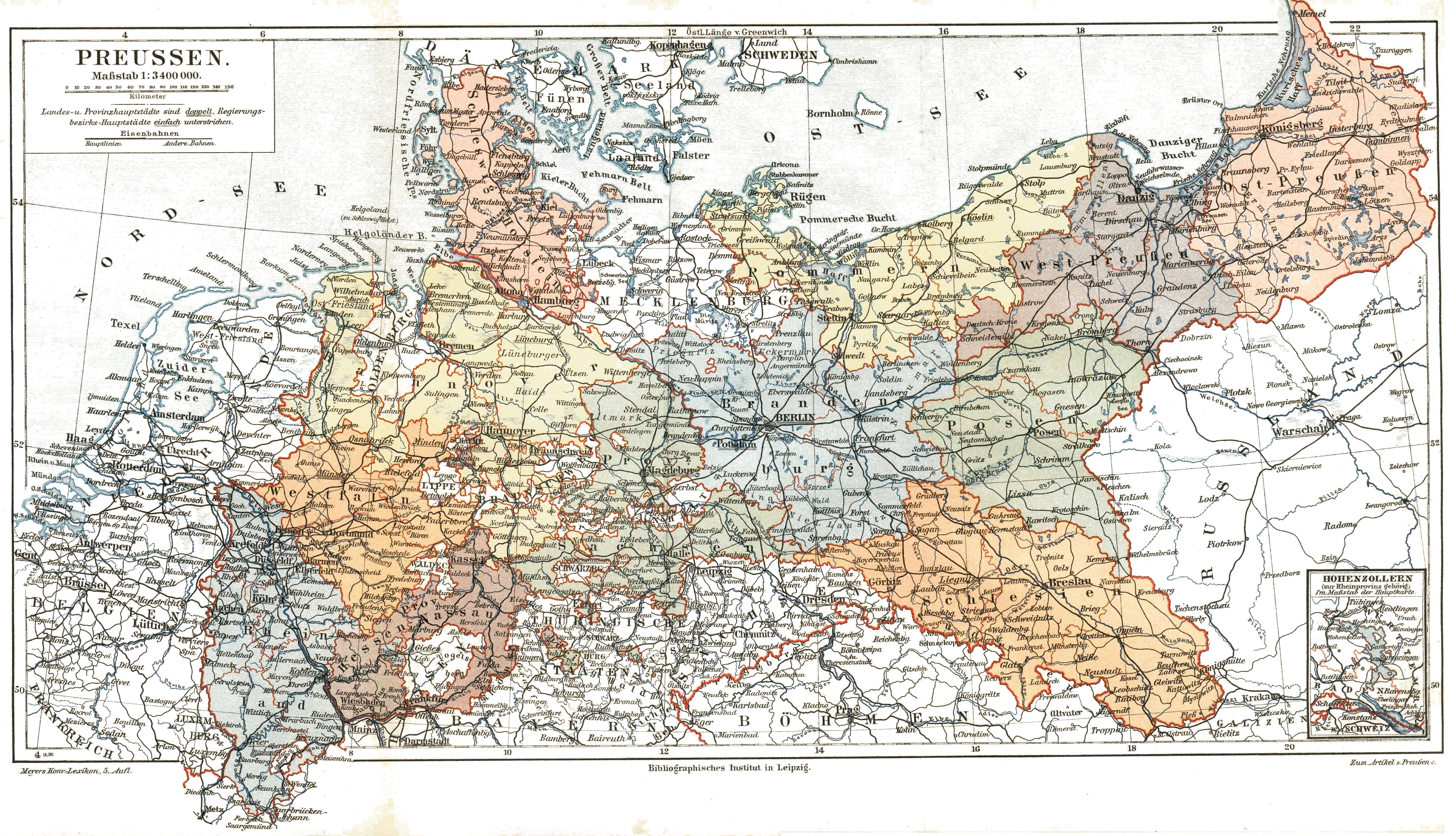
Territori prussià abans del 1905

A l'octubre de 1865, en una entrevista a Biarritz, el canceller prussià Otto von Bismarck va obtenir de Napoleó III que França es mantingués al marge d'un previsible conflicte austroprussià, mentre que Prússia es comprometia a donar suport al nounat Regne d'Itàlia (1861–1946) per a aconseguir l'annexió de la zona de Venècia. Napoleó va pensar que el conflicte seria llarg i li brindaria l'oportunitat d'actuar de mitjancer i tal vegada aconseguir avantatges territorials. L'emperador es va comprometre a intervenir davant els italians, el que es va aconseguir amb l'aliança ofensiva-defensiva contra Àustria signada a l'abril de 1866. El canceller Bismarck va entorpir deliberadament la gestió de l'administració austríaca de Holstein i va enviar tropes a aquest ducat, quan Àustria va protestar davant la Dieta de Frankfurt (assemblea de la Confederació) i després d'assegurar-se la neutralitat de Rússia, i comptant amb la seva aliança amb el regne d'Itàlia. Baviera, Hannover, Hesse-Kassel, Saxònia, Württemberg i altres estats van donar a Àustria.
La disputa entre Àustria i Prússia per l'hegemonia de la unificació alemanya es va resoldre en 1866, amb la victòria de Prússia en la Guerra de les Set Setmanes. Aquesta unificació es va donar al voltant de la Confederació d'Alemanya del Nord, concebuda per Bismarck, i que també va servir per a contenir el liberalisme. El Reichstag va ser inaugurat al febrer de 1867.

## Imperi alemany

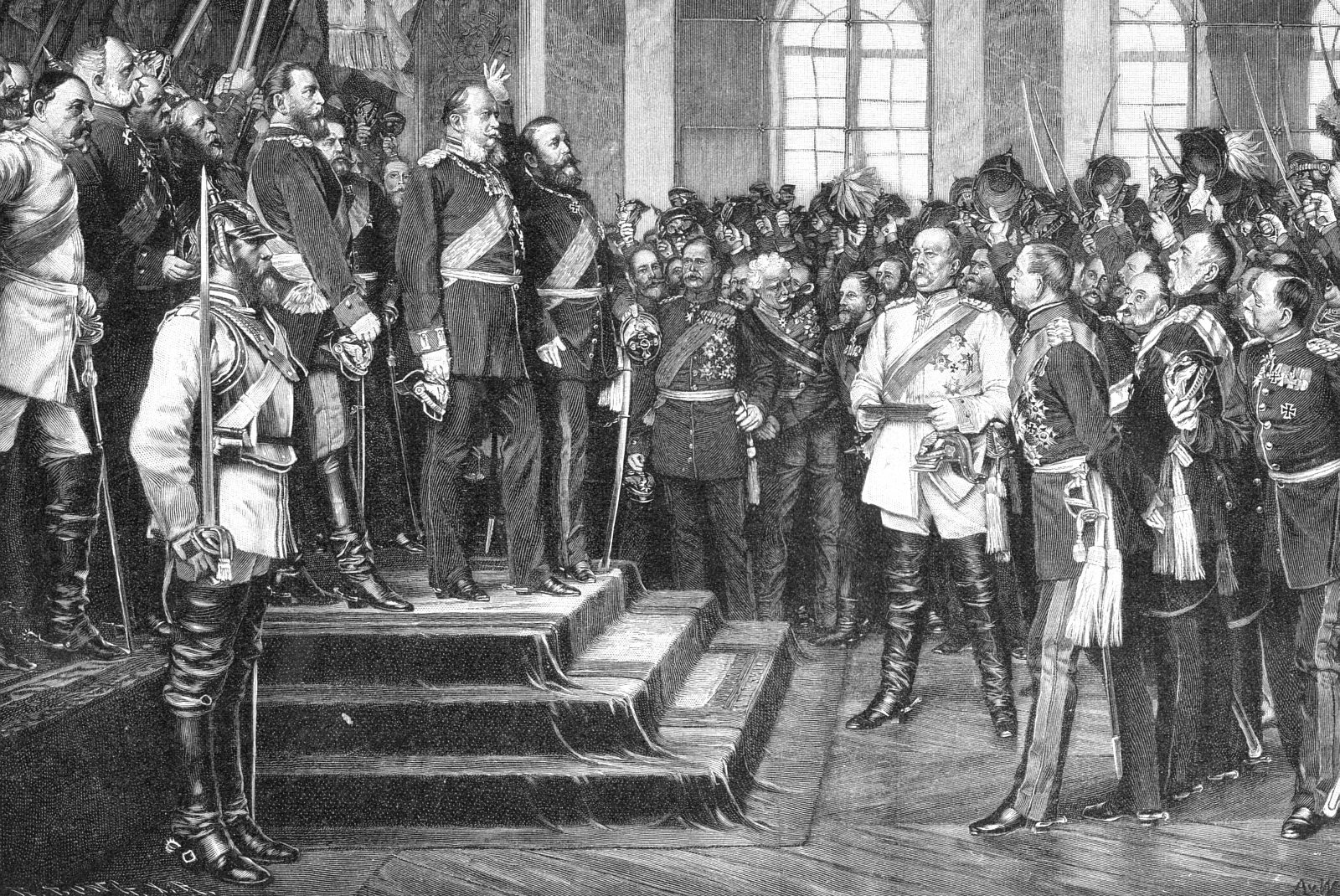
Guillem I és proclamat Kàiser

La Guerra francoprussiana va esclatar en 1870. La victòria definitiva assolida per Prússia sobre els exèrcits de Napoleó III en aquest conflicte va ser la culminació que va permetre la unificació alemanya sota l'Imperi alemany liderat definitivament per Prússia. El rei Guillem va passar a convertir-se en kàiser Guillem I, oficialment en una cerimònia feta a la Sala dels Miralls del Palau de Versalles. Dins d'aquest segon Imperi Alemany (1871-1918), Prússia va seguir sent un regne, i els seus reis eren al mateix temps emperadors d'Alemanya. A partir d'aquest punt i fins a la fi de la Primera Guerra Mundial, la història d'Alemanya i la història de Prússia es confonen. Amb la derrota a la Primera Guerra Mundial, l'any 1918 Guillem II, abdicà i s'exilià, després que Alemanya capitulés en la guerra. Prússia perdé la seva dignitat de reialme i es convertí en l'Estat Lliure de Prússia (Freistaat Preußen) dins de la República de Weimar (1919-1933), la primera república alemanya.

## Banderes de les províncies de Prússia

Bandera de Pomerània Oriental
Bandera de la Marca de Posen.
Bandera la província de Brandenburg
Bandera de la Província de Hannover
Bandera de la Província de Hesse-Nassau
Bandera de la Província de Hohenzollern
Bandera de la Província de l'Alta Silèsia
Bandera de Prússia Oriental
Bandera de la Renània
Bandera la Província de Saxònia
Bandera de la Baixa Silèsia
Bandera de Slesvig Holstein
Bandera de la Vesfàlia
Bandera de la Província de Prússia Occidental
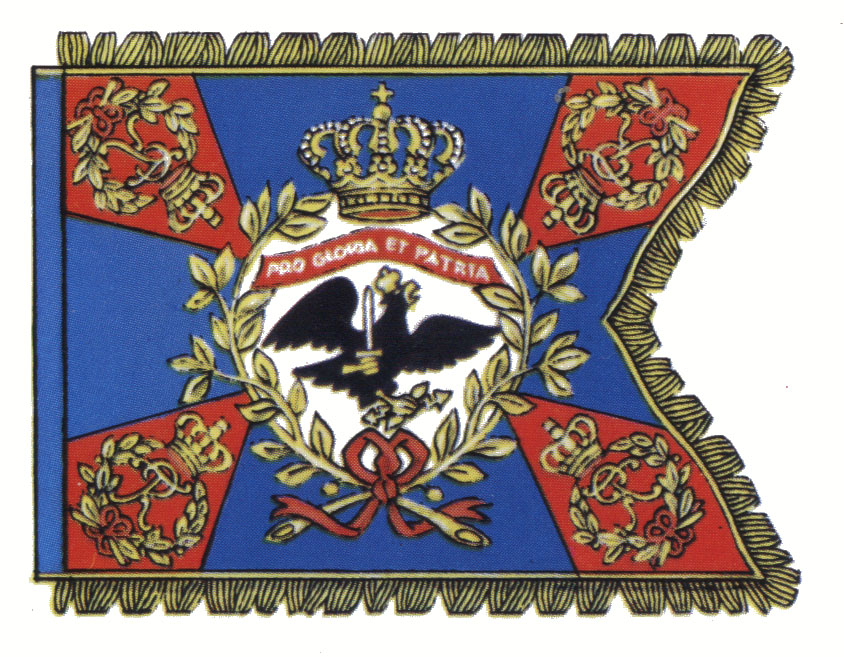
Antic estendard prussià